# Eran Liss
Eran Liss (hebräisch ערן ליס; * 2. Juli 1975 in Rischon LeZion) ist ein israelischer Schachspieler.
1988 gewann er die Jugendweltmeisterschaft U-14 in Timișoara. Die israelische Einzelmeisterschaft konnte er 1998 gewinnen. Außerdem nahm er an der europäischen Mannschaftsmeisterschaft (1989) teil.
Im Jahre 1993 wurde ihm der Titel Internationaler Meister (IM) verliehen. Der Großmeister-Titel (GM) wurde ihm 1995 verliehen.
| Hier fehlt eine Grafik, die leider im Moment aus technischen Gründen nicht angezeigt werden kann. Wir arbeiten daran! |